# كونستانتين آدم
كونستانتين آدم (بالرومانية: Constantin Adam)‏ هو مجدف روماني، ولد في 12 يوليو 1996 في كالاراش في رومانيا.

## وصلات خارجية
- كونستانتين آدم على موقع الاتحاد الدولي للتجديف (الإنجليزية)
- كونستانتين آدم على موقع اللجنة الأولمبية الدولية (الإنجليزية)
- كونستانتين آدم على موقع أوليمبيديا (الإنجليزية)
- كونستانتين آدم على موقع اللجنة الأولمبية الرومانية (الرومانية)